# GrimmsMärchenReich

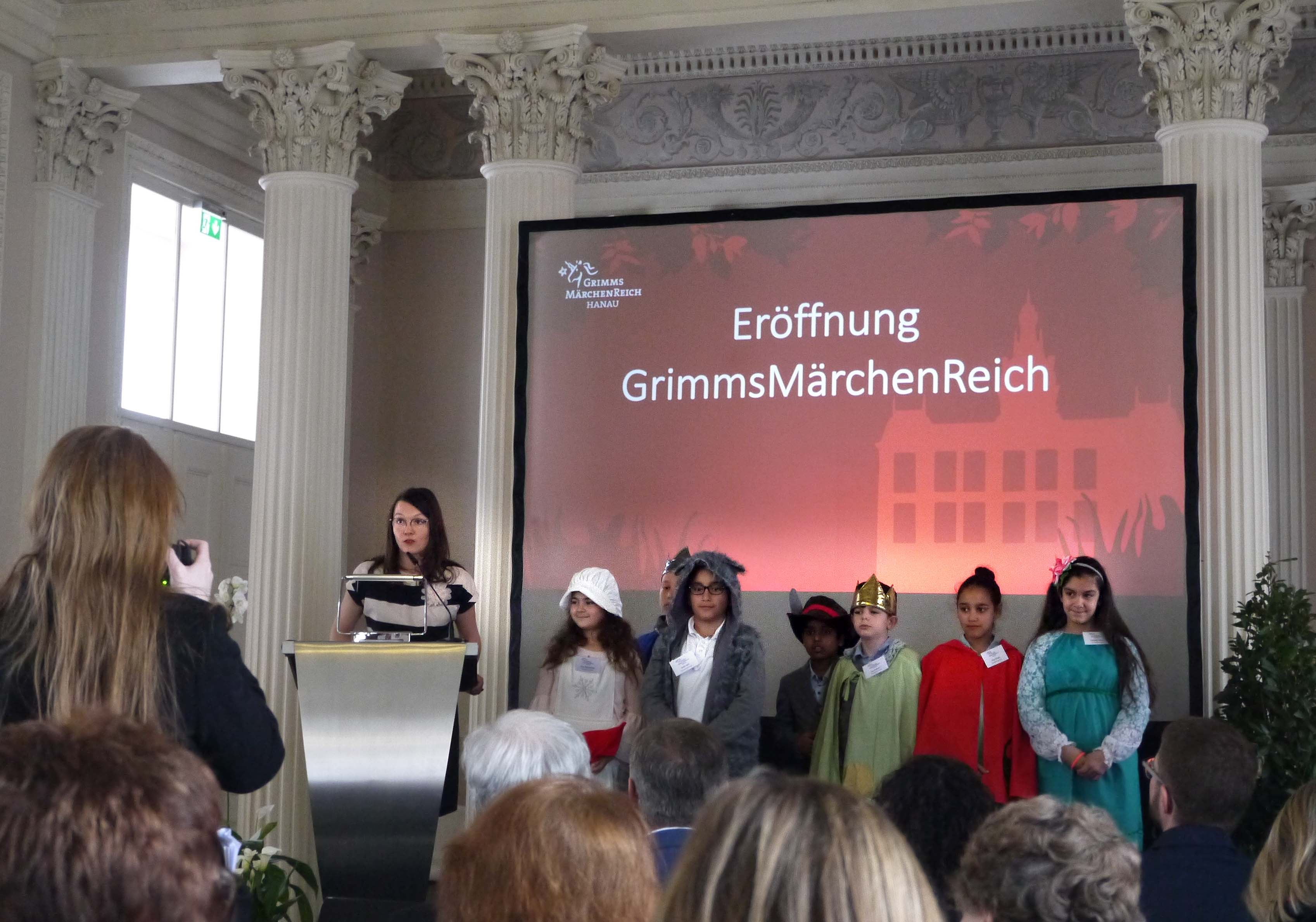
Eröffnung des Museums – zusammen mit Mitgliedern des Kinderkomitees, das die Museumsleitung bei Konzeptentwicklung und Umsetzung beraten hat (2019)

GrimmsMärchenReich ist ein Museum der Stadt Hanau, dem Geburtsort der Märchensammler Brüder Grimm. Das sogenannte Mitmachmuseum soll ein „abwechslungsreiches Erlebnisspektakel rund um die Brüder Grimm, ihre Familie und ihre berühmten Märchen“ bieten. Das Angebot richtet sich im Besonderen an Familien mit Kindern ab 4 Jahren und soll zum Mitmachen und zur Teilhabe mit Hilfe vieler „interaktiver Elemente“ einladen. Das Museum befindet sich im Hanauer Schloss Philippsruhe.

## Hintergrund
Das Museum GrimmsMärchenReich ist eine von mehreren Maßnahmen, mit denen die Stadt Hanau ihr Profil als Brüder-Grimm-Stadt schärfen will. In die Entwicklung der Inhalte war ein 30-köpfiges Kinderkomitee eingebunden, das sicherstellen sollte, dass das Museum Kinderbedürfnissen gerecht wird, nach dem Motto: Von Kindern für Kinder. So sind Orte wie ein „Flüsterflur“, ein „Ort der Verwandlung mit Spiegelkabinett“, ein „LeseReich mit Hörstationen“ etc. entstanden. Der Kulturamtsleiter Martin Hoppe verweist darauf, dass unter anderem neueste Forschungsergebnisse zu den Brüdern Grimm das Museum auch für Erwachsene interessant machen sollen. Zum Museum gehören zusätzlich drei museumspädagogische Räume u. a. für die Betreuung von Kindergartengruppen und Schulklassen. Der Schlossflügel, der jetzt das Museum beherbergt, wurde früher als Depot benutzt. Seine Sanierung kostete 1,6 Millionen Euro, die Ausstattung des Märchenreiches beziffert die Stadt mit 410.000 Euro.
Das Museum wurde am 13. April 2019 eröffnet.

## Fotogalerie

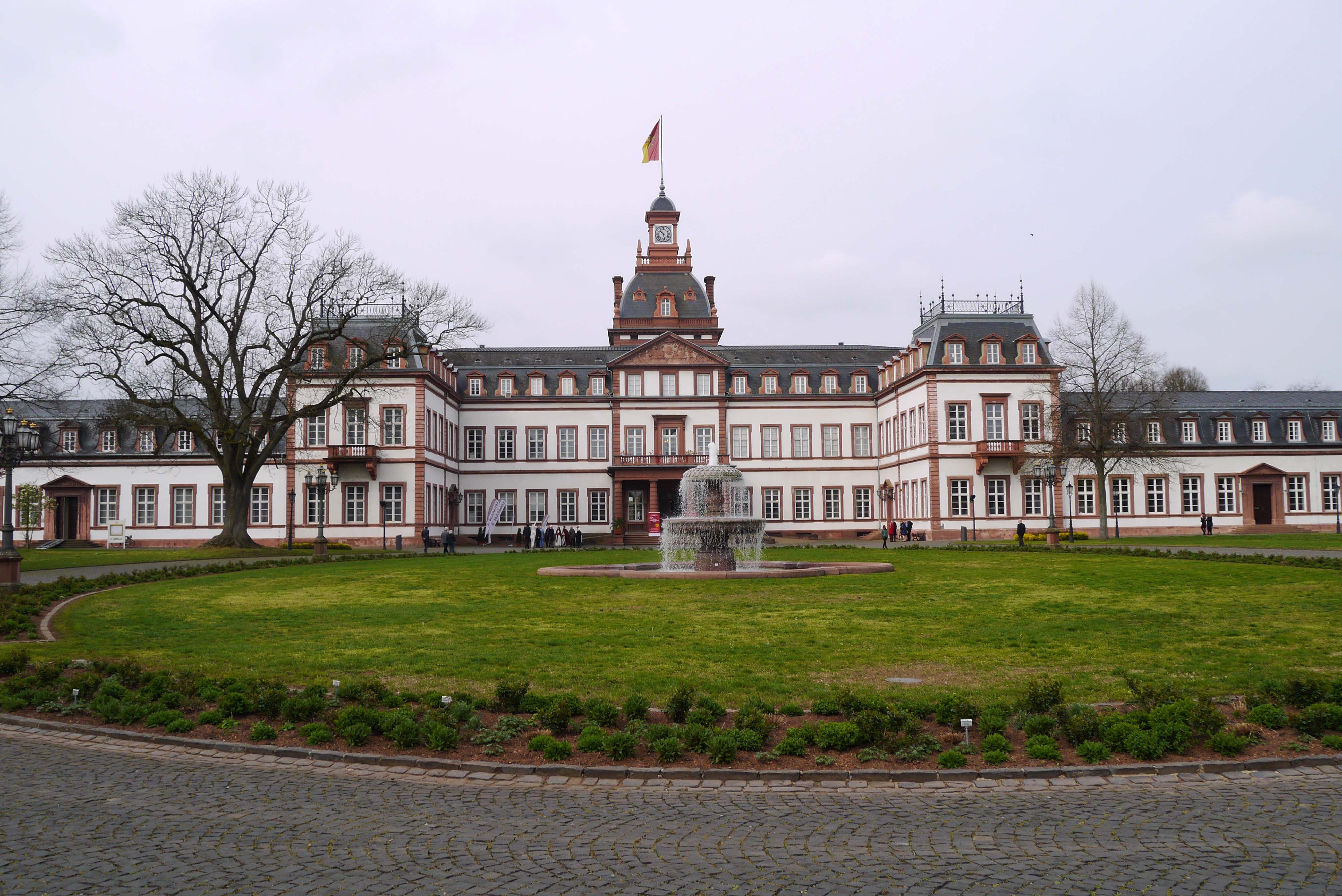
Schloss Philippsruhe – Standort des Museums
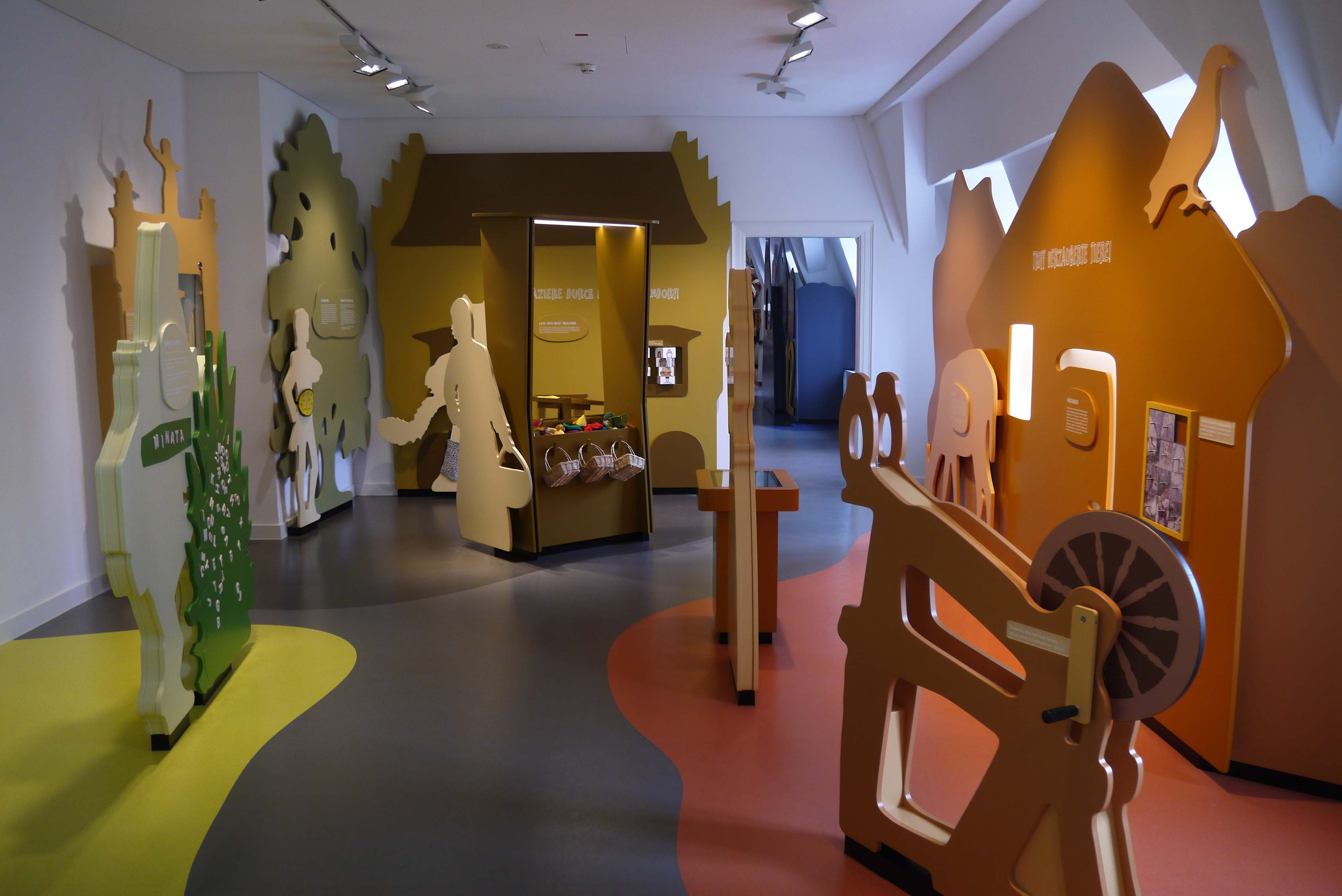
Märchen- und Spielstationen im Museum GrimmsMärchenReich
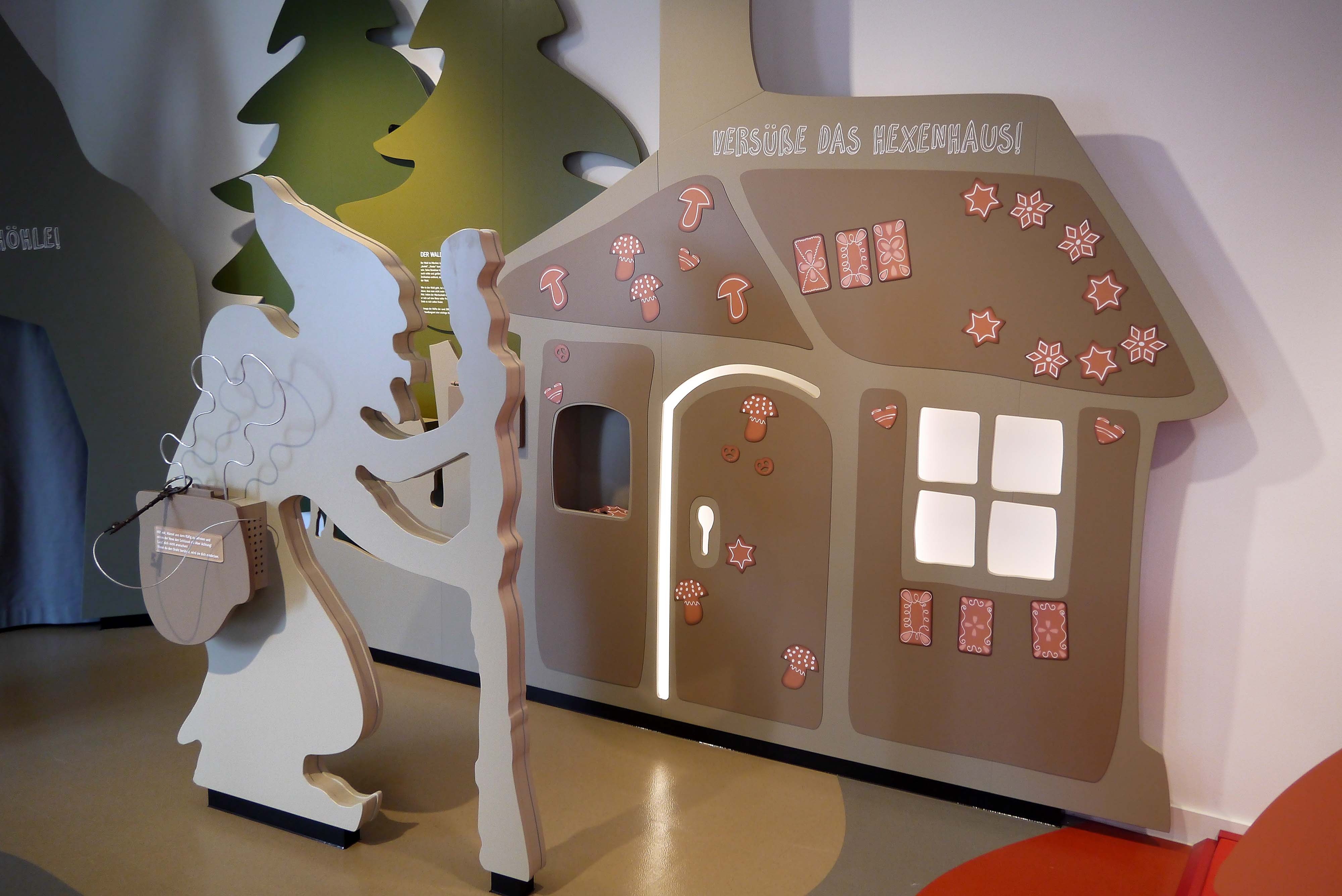
Märchen-Spielstation zum Märchen "Hänsel und  Gretel"
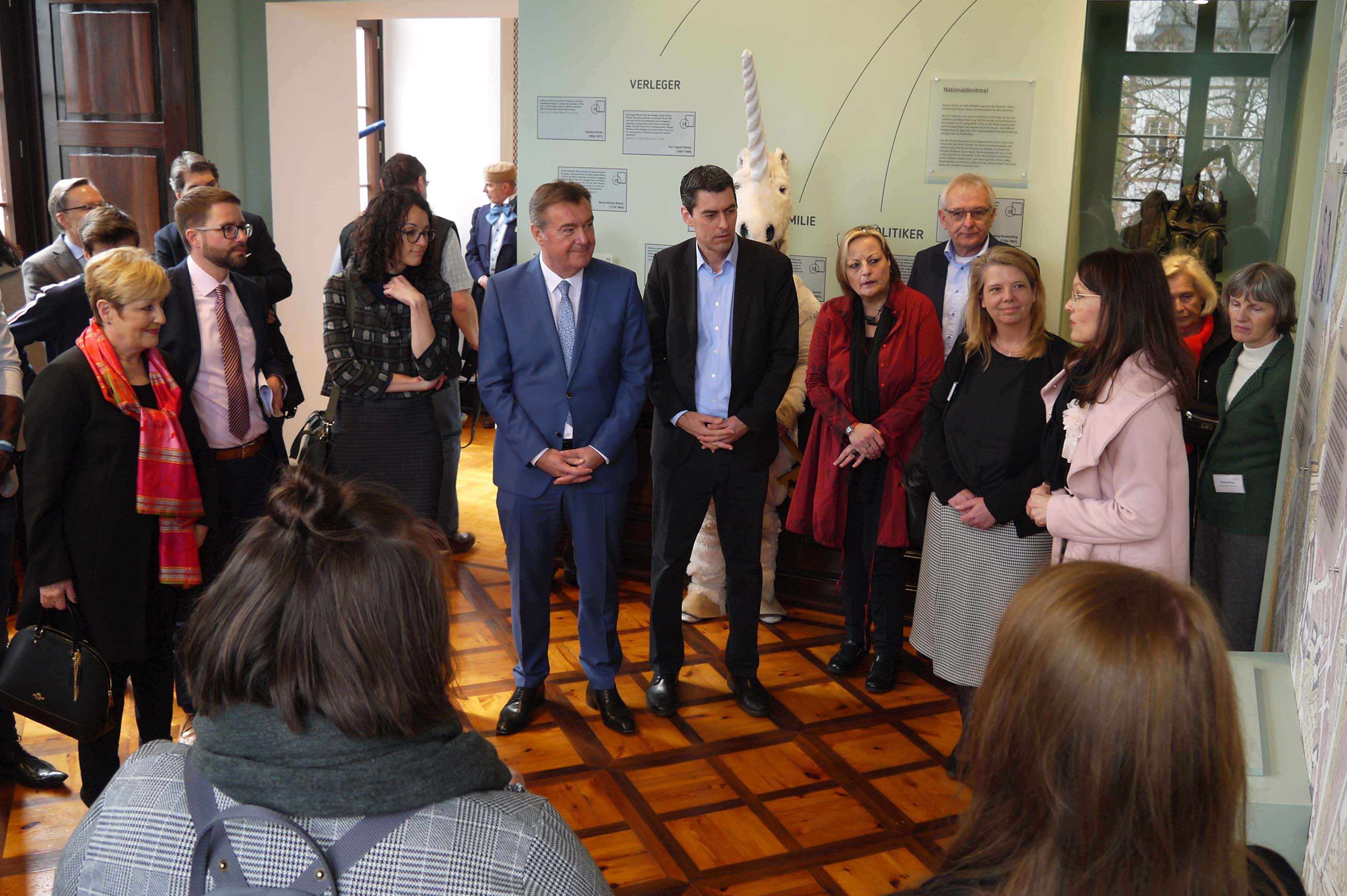
Eröffnungsführung mit Ministerin, Landrat, Oberbürgermeister, Stadtverordneten, Museumsleiterin
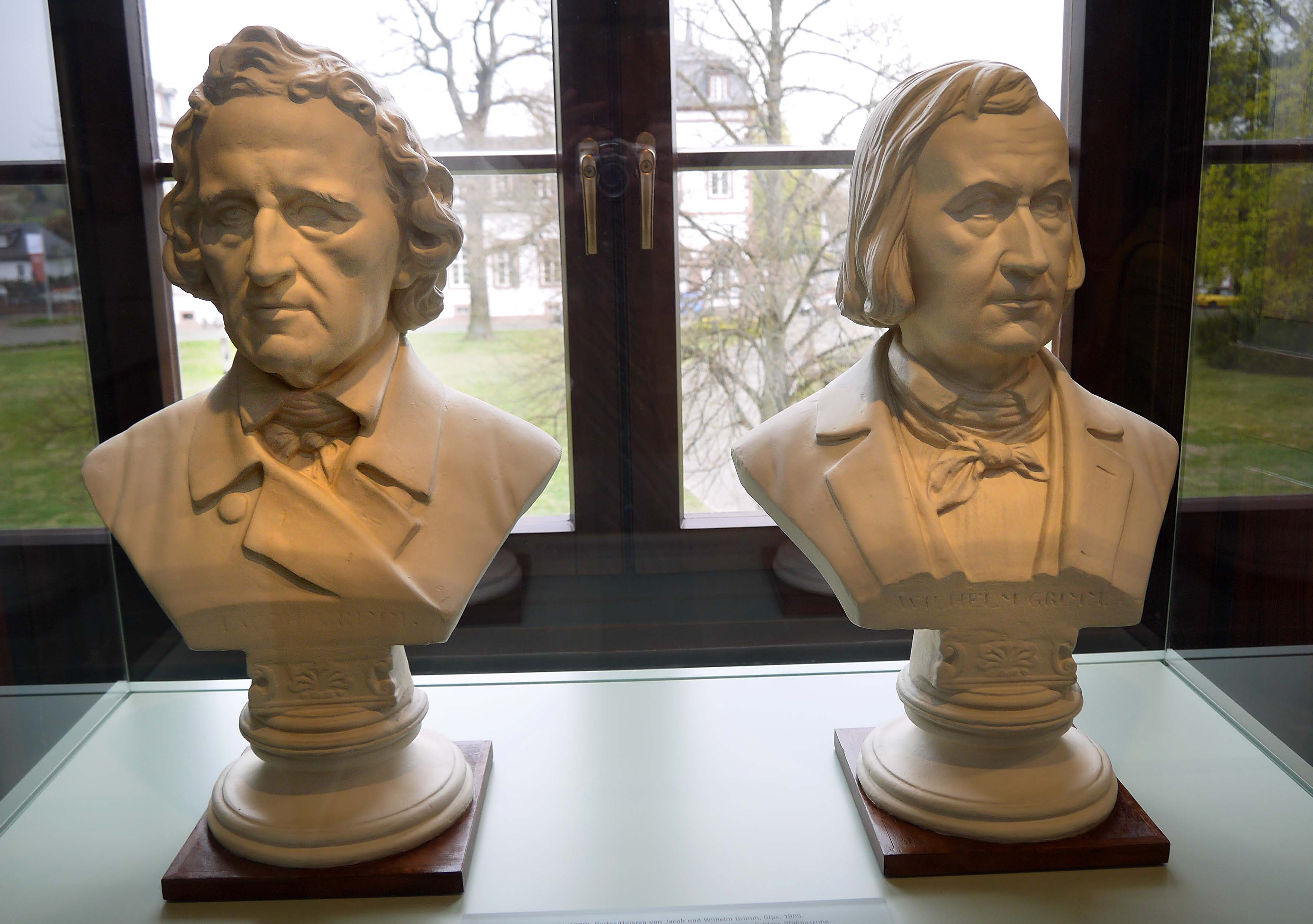
Büsten der Namensgeber: die Brüder Grimm
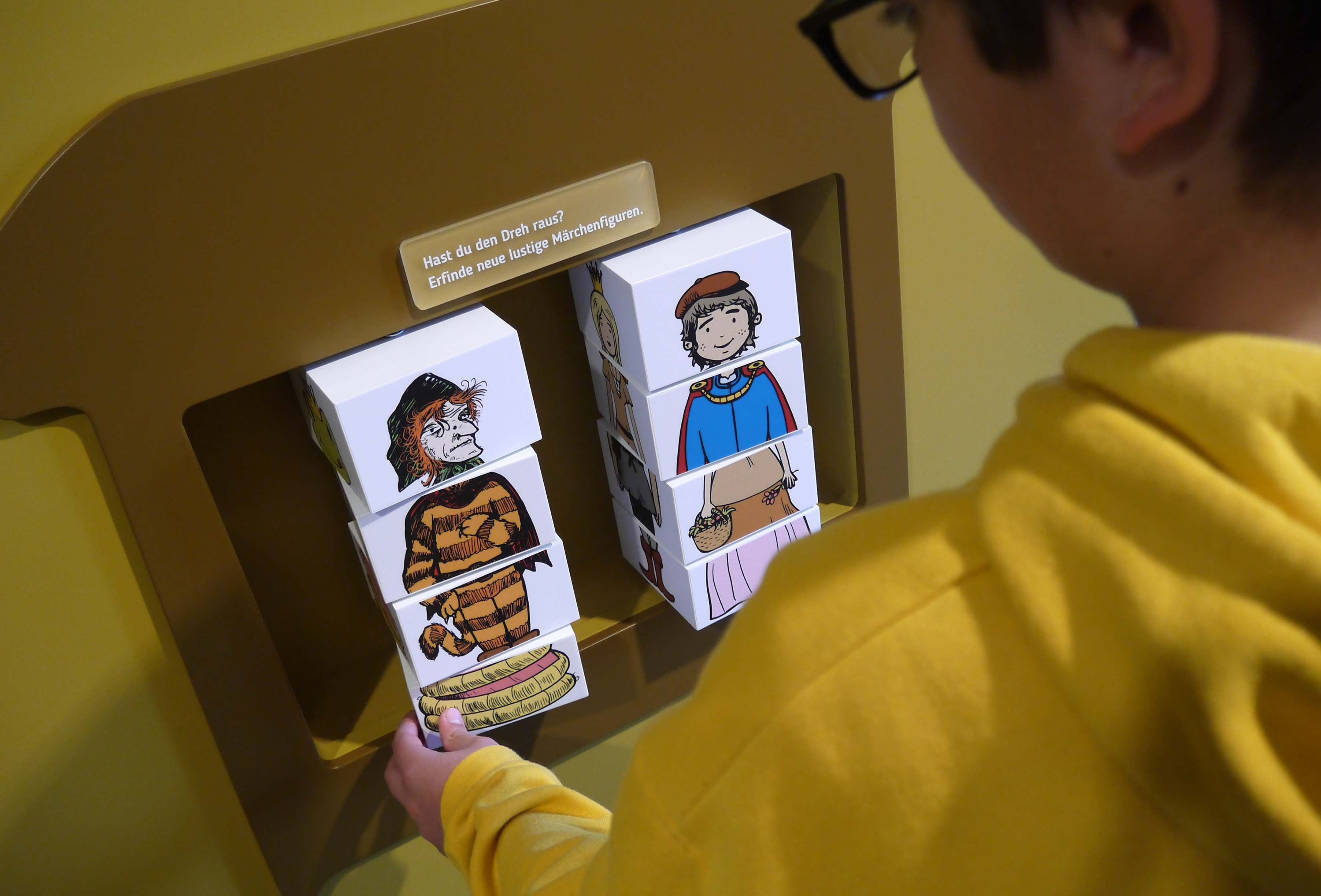
Zum Anfassen – auch für kleine Kinder
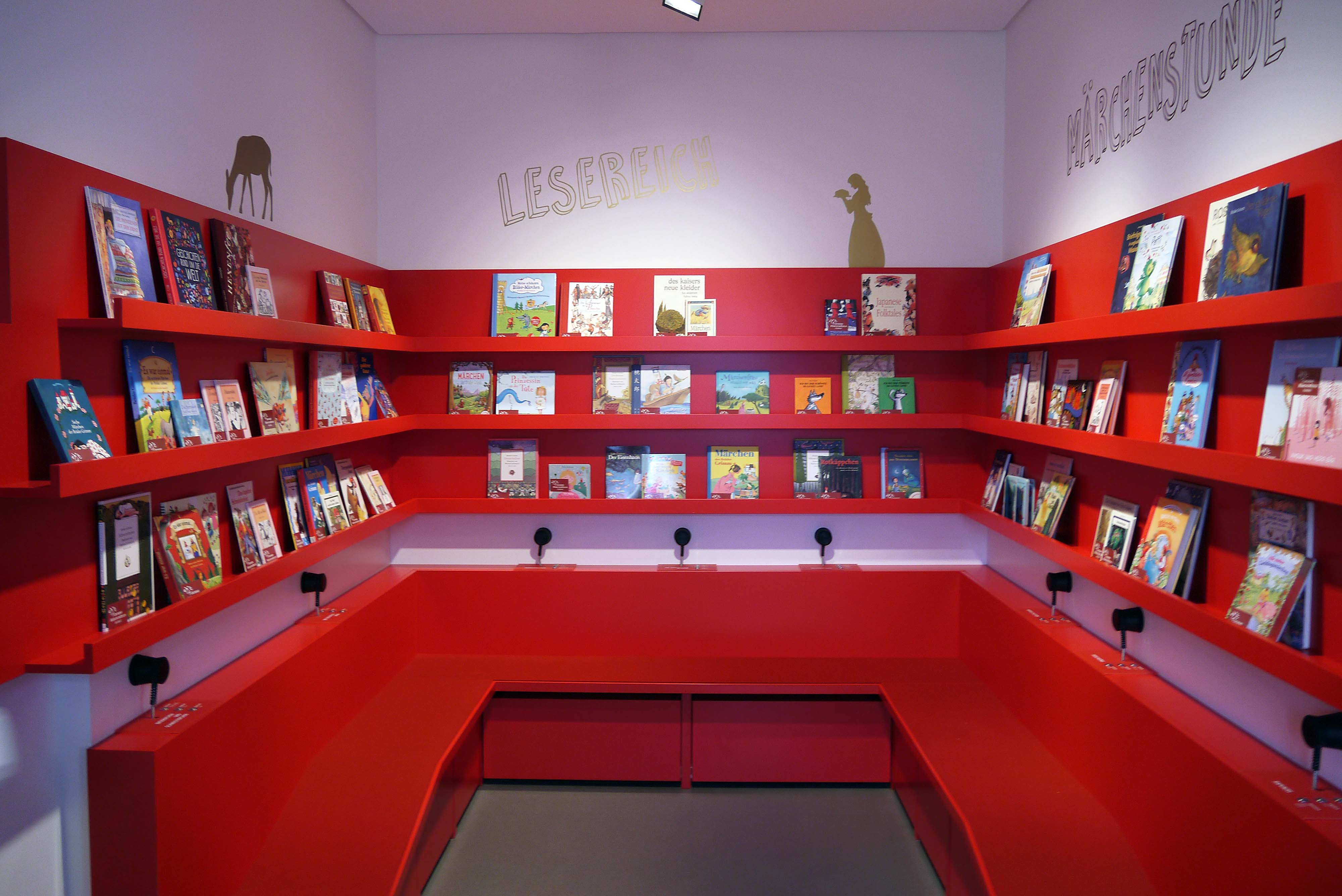
Lesebereich mit Hörstation
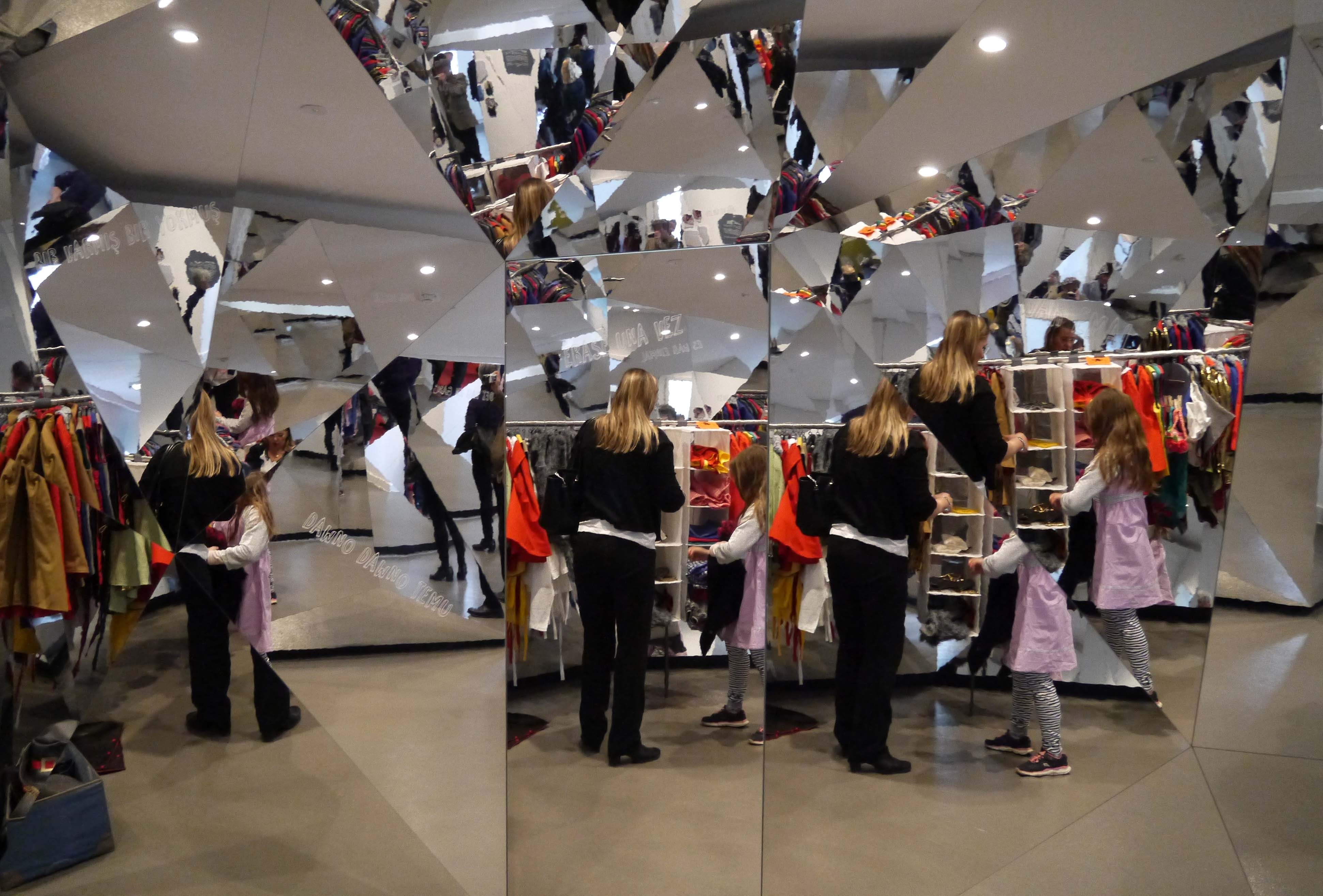
Spiegelraum mit Verkleidungsmöglichkeiten
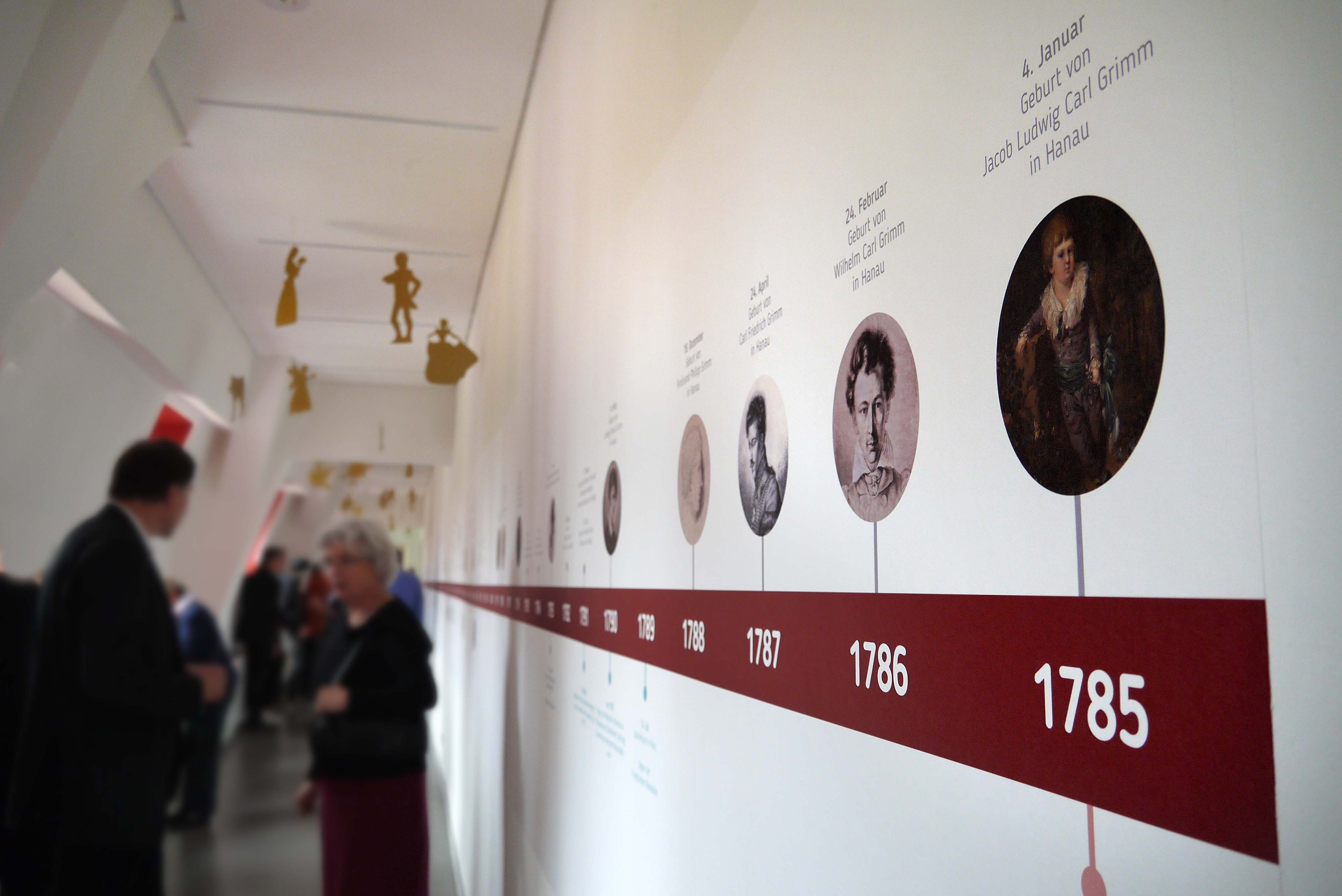
Zeitstrahl mit Daten zur Familiengeschichte der Grimms